# Libourne
Libourne este un oraș Franța, sub-prefectură a departamentului Gironde, în regiunii Aquitania.
1. ↑  répertoire géographique des communes, accesat în 26 octombrie 2015
2. ↑  dataset of postal codes in France, 1 octombrie 2018